# Dar Salim
Dar Salim (nacido el 18 de agosto de 1977) es un actor danés nacido en Irak. Recibió una nominación al Premio Bodil en la categoría de Mejor Actor por la película Go With Peace, Jamil en 2008.

## Primeros años
Dar Salim nació en Bagdad, Irak. Huyó a Dinamarca como un refugiado de seis años y vivió en Amager. Después de la secundaria trabajó como guía turístico e hizo su servicio militar obligatorio con la Guardia Real. También es un piloto entrenado.

## Actuación
Se formó en el William Esper Studio de Nueva York y estudió actuación de método en Londres. Tuvo clases particulares con la actriz Sarah Boberg. Su carrera como actor comenzó con su participación en la serie de televisión Forsvar de TV2. El papel que probablemente le dio la mayor exposición entre los televidentes daneses fue el de presidente del Partido Verde en Borgen. A principios de 2013, presentó Good Evening Denmark de TV2, y también protagonizó el drama criminal de TV2 Dicte, por el que recibió una nominación a Mejor Actor de Reparto en los Premios Robert.
Salim tuvo papeles recurrentes en los thrillers daneses El puente y Below the Surface. Coprotagonizó la serie de televisión sueca Springfloden.
En 2023, Salim actuó junto a Jake Gyllenhaal en The Covenant de Guy Ritchie como Ahmed Abdullah, un intérprete afgano.

## Vida personal
Salim vive en Copenhague. Tiene un hijo.

## Filmografía

### Películas
| Año  | Título                     | Papel             |
| ---- | -------------------------- | ----------------- |
| 2008 | Go With Peace, Jamil       | Jamil             |
| 2009 | Min bedste fjende          | Gymnastiklærer    |
| 2010 | Submarino                  | Goran             |
| 2010 | Smukke mennesker           | Aversionsterapeut |
| 2010 | Truth About Men            | Christian         |
| 2011 | Rebounce                   | Hans              |
| 2011 | The Devil's Double         | Azzam Al-Tikriti  |
| 2012 | A Hijacking                | Lars Vestergaard  |
| 2014 | exodus: Gods and Kings     | Khyan             |
| 2015 | Krigen                     | Najib Bisma       |
| 2016 | Walk with Me               | Sami, Doctor      |
| 2017 | Underverden                | Zaid              |
| 2017 | Lommbock                   | 10 Jahre Bau      |
| 2020 | Curveball                  | Rafid Alwan       |
| 2022 | Black Crab                 | Malik             |
| 2022 | Amor para adultos          | Christian         |
| 2022 | Underverden 2              | Zaid              |
| 2023 | Guy Ritchie's The Covenant | Ahmed             |

### Televisión
| Año  | Título            | Papel           | Notas              |
| ---- | ----------------- | --------------- | ------------------ |
| 2003 | Forsvar           | Taxista         | Episodio 10        |
| 2009 | Livvagterne       | Ammar Hayat     | Episodios 5-6      |
| 2009 | 2900 Happiness    | Piloto 2        | Episodios 95 y 101 |
| 2010 | Borgen            | Amir Diwan      |                    |
| 2011 | Game of Thrones   | Qotho           |                    |
| 2013 | Dicte             | Bo Skytte       |                    |
| 2013 | El puente         | Peter Thaulou   |                    |
| 2014 | Tatort            | Hassan Nidal    | Episodio: "Brüder" |
| 2015 | American Odyssey  | Omar            |                    |
| 2016 | Springfloden      | Abbas El Fassi  |                    |
| 2016 | Spuren der Rache  | Hassan          |                    |
| 2017 | Below the Surface | Adel            |                    |
| 2018 | Warrior           | CC              |                    |
| 2018 | Trapped           | Jamal Al Othman |                    |
| 2022 | Drenge            | Mikael          |                    |